# Mexikói Autonóm Nemzeti Egyetem
A Mexikói Autonóm Nemzeti Egyetem (spanyolul Universidad Nacional Autónoma de México, rövidítése UNAM) Latin-Amerika legrégibb és a hallgatók létszámát tekintve egyik legnagyobb állami egyeteme. A kontinens legelismertebb egyetemei között tartják nyilván.
Elődjét, a Real y Pontificia Universidad de México egyetemet 1551. szeptember 21-én alapították eredetileg Real Universidad de México néven. VIII. Kelemen pápa 1595. október 7-én kiadott pápai bullájával kapta a Real y Pontificia Universidad de México elnevezést.
Az UNAM célja, hogy hazáját és az egyetemes emberi közösséget szolgálva hasznos szakembereket képezzen a társadalomnak, kutatásokat szervezzen és folytasson elsősorban az országot érintő problémák terén, továbbá hogy a lehető legnagyobb mértékben terjessze a kultúra és a tudomány javait.
Az UNAM mint autonóm egyetem olyan közintézmény, amely az államtól decentralizáltan működik, tevékenységének alapját a tudományos kutatás és a gondolkozás szabadsága képezi. Pártatlan és nem szolgál individuális érdekeket.
Latin-Amerikában és Ibéro-Amerikában az egyik legelismertebb tudományegyetem, világszinten pedig a száz legjobb egyetem között van. Az UNAM központi campusa vagy más néven a Ciudad Universitaria (Egyetemváros) Mexikóváros déli részén terül el. Az épületeket a XX. század legjobb építészei és művészei tervezték, köztük David Alfaro Siqueiros, Francisco Eppens, Juan O'Gorman és Diego Rivera. Az UNESCO a központi campust 2007-ben a Világörökség részévé nyilvánította.
2011-ben Asztúria Hercege-díjat kapott. Az ideutazó turisták számát tekintve a világon az ötödik leglátogatottabb egyetem.
Számos ismeretterjesztő és tudományos publikációt jelentet meg, amelyek hozzájárulnak a kultúra és a tudományok fejlődéséhez. Mexikó három Nobel-díjas tudósa is itt végezte tanulmányait, bár nem az egyetem professzorai.

## Történet

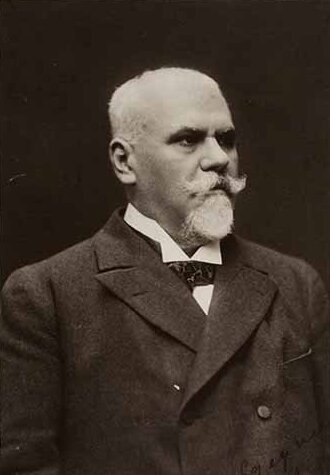
Justo Sierra Méndez

A Mexikói Nemzeti Egyetem (Universidad Nacional de México) 1910. szeptember 22-én, Porfirio Díaz elnökségi ideje alatt nyitotta meg kapuit. Az erre vonatkozó törvényjavaslatot ugyanazon év május 16-án Justo Sierra Méndez terjesztette elő, ám az általa kért autonómiát a törvény nem adta meg. 1929. május 28-án Emilio Portes Gil elnök jóváhagyta az Egyetemváros (Ciudad Universitaria) felépítését és egyúttal autonómiát adott az egyetemnek, így lett a neve Mexikói Autonóm Nemzeti Egyetem. Első rektora Joaquín Eguía Lis volt. Az egyetem megalapítását Justo Sierra parlamenti képviselő már 1881-ben is indítványozta az oktatási problémák megoldása érdekében. Javaslata 1910-ben valósult meg, amikor az Escuela Nacional Preparatoria amfiteátrumában tartott nyitóünnepségen megalakult a Mexikói Nemzeti Egyetem. Justo Sierra, aki ebben az időszakban közoktatási és képzőművészeti államtitkár volt, egyik értekezésében kifejtette: a Nemzeti Egyetemnek az oktatás és a tudomány terén arra kell összpontosítania, hogy a mexikói népet felkészítse a jövőre.
A hivatalos dokumentumok és az UNAM vezetőségének álláspontja szerint az egyetem elődje a Real y Pontificia Universidad de México, amely don Luis de Velasco y Ruiz de Alarcón alkirály regnálása alatt 1551. január 25-én alakult meg Mexikóváros történelmi városközpontjában, a Moneda utcában. Ettől eltérő véleményen vannak a ma is létező Universidad Pontificia de México katolikus egyetem vezetői, szerintük az UNAM érvelésének nincsenek objektív alapjai.
A közelmúltban az UNAM Egyetemváros sok új épülettel gazdagodott, ezek közé tartozik az Egyetemi Olimpiai Stadion (Estadio Olímpico Universitario), amit 1950. augusztus 7-én kezdtek el építeni és 1952. november 20-án avattak fel, és az 1956. április 5-én átadott Központi Könyvtár (Biblioteca Central).
Az 1970-es években nagy fejlesztési program zajlott, ekkor épült a Természettudományi és Humán Főiskola (Colegio de Ciencias y Humanidades) öt székháza, továbbá öt multidiszciplináris központ az ország különböző tagállamaiban és tartományaiban, ezeket ma egységesen felsőoktatási karoknak nevezik.

### A címer
1920-ban José Vasconcelos esszéíró és politikus került az egyetem élére. Mint rektor kifejtette, hogy véget kell vetni a korábbi évek elnyomásának és véres összecsapásainak, a harcot pedig a kultúra és az oktatás terén kell folytatni, hogy az országban új korszak kezdődjék. Egy olyan kor, amelyben a mexikóiak felismerik a népek és kultúrák spirituális egybeolvadásának a szükségességét és egységbe kovácsolják az ibéro-amerikaiakat. Az egyetem címerének elemei ezt az eszmét jelenítik meg allegórikus formában: a vulkánokon és az ibéro-amerikai gyökereket jelképező azték fügekaktuszon Mexikó nemzeti madara, a szirti sas és egy andoki kondor védelmezi Latin-Amerika térképét, az ország északi határától egészen a Horn-fokig.

### A mottó
| (spanyolul) «Por mi raza hablará el espíritu. » | (magyarul)„A szellem az én fajtámon keresztül fog megnyilatkozni. ” |
| – José Vasconcelos Calderón                     |                                                                     |

Az egyetem humanista küldetésére utaló jelmondat is José Vasconcelostól származik. Ezekben az években zajlott a latin-amerikai egyetemek reformja. Egy olyan korszak, amikor erős volt a mexikói forradalomba vetett hit, a közszellemet pedig a hazaszeret és szabadság iránti vágy töltötte be. „E jelmondatban az a meggyőződés nyilvánul meg, hogy fajtánk új, spirituális alapokon nyugvó kultúrát fog létrehozni”, fejtette ki az egyetemi oktatás reformjára vonatkozó előterjesztésében. Később hozzáfűzte: „A Tanácsnak egy olyan egyetemi címer tervét mutattam be, mely elképzelésem szerint a »Por mi raza hablará el espíritu« felirattal azt a hitet szándékozik kifejezni, hogy felébredtünk az elnyomás hosszú éjszakájából”.

## A Puma

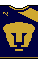

Az UNAM sportolóinak logótípusa kiváló példája egy összetett grafikai feladat egyszerű megvalósításának. Két eltérő jellegű grafikai elemet egyesít: egy stilizált pumafejet benne egy szögletes U betűvel. A színek azonosak az egyetem más szimbólumain is megjelenőekkel: arany és sötétkék. A logó Manuel Andrade Rodríguez műve.
A Club Universidad Nacional A. C. labdarúgócsapat játékosainak, a Pumáknak a mezén is ez látható. A mellékelt kép a logónak egy ilyen mezre nyomott változata.

## Campus

### Az Egyetemváros

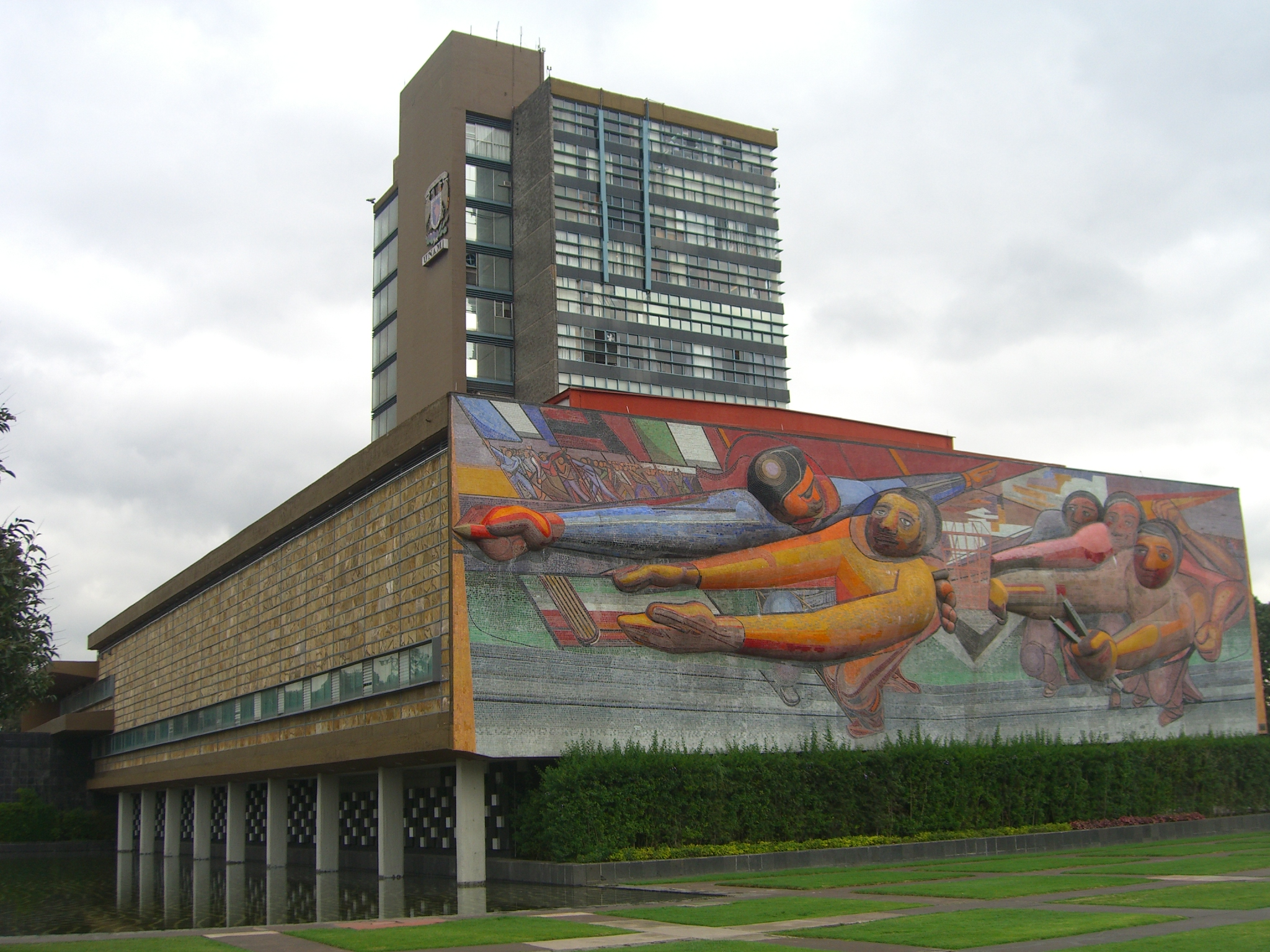
David Alfaro Siqueiros falfestménye az UNAM egyik épületén

Az UNAM 1929-ben az Egyetemváros felépítését jóváhagyó Emilio Portes Gil elnöksége alatt hajtotta végre az egyetemi oktatás reformját. Évekkel később, 1954-ben költözött a Mexikóváros déli részén elterülő új campusra, amelynek első terveit Mario Pani Darqui, Enrique del Moral] és Domingo García Ramos építészek készítették. A mai Egyetemváros későbbi épületeit többek között Armando Franco Rovira, Ernesto Gómez Gallardo Argüelles, Augusto Pérez Palacio és Raúl Salinas Moro tervezték. Az Egyetemváros eredeti területe 2 millió négyzetméter volt, ami mára a hozzá csatolt természetvédelmi területtel több mint 3 millió négyzetméterre nőtt. A körülbelül ezer épület között 138 könyvtár van több mint 5 millió kötettel. Itt található az UNAM Filharmonikus Zenekarának (OFUNAM) Nezahualcóyotlról elnevezett koncertterme, egy központi és egy nemzeti könyvtár, egy hatalmas szoborpark, továbbá az 1968. évi nyári olimpiai játékoknak helyt adó Egyetemi Olimpiai Stadion, amely 68 954 fő befogadására alkalmas. Az egyetem teljes területe nagyjából 7 millió négyzetméter, vagyis 7 km² ill. 3,5 ezer négyszögöl. Tehát nagyobb, mint néhány európai város vagy mint a Vatikán (0,44 km²) illetve Monaco (1,93 km²).
2007. június 28-án az UNESCO Új-Zélandon tartott ülésén az UNAM campusát, mint a „XX. század modern építészetének kiemelkedő együttesét” a Világörökség részévé nyilvánította.

### Külső székhelyek
Kezdetben az UNAM tevékenysége Mexikóvárosra koncentrálódott, ám az elmúlt évtizedek során egyre nagyobb hangsúlyt kapott össznemzeti jellege. Élve a törvény adta lehetőségekkel további magas színvonalú kutatóközpontokat hoztak létre a köztársaság különböző tagállamaiban az alábbi településeken (zárójelben a tagállam neve):
- Ensenada és San Pedro Mártir (Alsó-Kalifornia)
- Ciudad del Carmen (Campeche)
- San Cristóbal de las Casas, Tapachula és Tuxtla Gutiérrez (Chiapas)
- Taxco de Alarcón (Guerrero)
- Chamela (Jalisco)
- Chapa de Mota, Chimalhuacán és Jilotepec (México)
- UNAM Campus Morelia Coeneóban, Jiquilpanban és Moreliában (Michoacán)
- UNAM Campus León de los Aldama (Guanajuato)
- Cuernavaca, Huixquilac, Jiutepec és Temixco (Morelos)
- Juchitán de Zaragoza és Oaxaca de Juárez (Oaxaca)
- Tonantzintla (Puebla)
- Juriquilla és Tequisquiapan (Querétaro)
- Puerto Morelos (Quintana Roo)
- Culiacán és Mazatlán (Sinaloa)
- Hermosillo (Sonora)
- San Miguel Contla és Tlaxcala de Xicohténcatl (Tlaxcala)
- Los Tuxtlas, Martínez de la Torre és Tuxpan (Veracruz)
- Mérida és Sisal (Yucatán)
- Ezen kívül különböző meteorológiai, szeizmológiai, ökológiai és oceanográfiai megfigyelőállomást működtet az ország számos pontján.

### Az UNAM külföldi intézetei
Az egyetemnek kihelyezett iskolái vannak az Egyesült Államokban, Kanadában és Spanyolországban:
- UNAM Chicago[22] (Illinois)
- UNAM Los Angeles[23] (Kalifornia)
- UNAM Quebec[24] (Kanada)
- UNAM San Antonio[25] (Texas)
- Centro de Estudios Mexicanos[26][27] Madrid (Spanyolország)

### Múzeumok, kulturális és történelmi emlékhelyek
- Academia de San Carlos
- Antigua Escuela de Economía

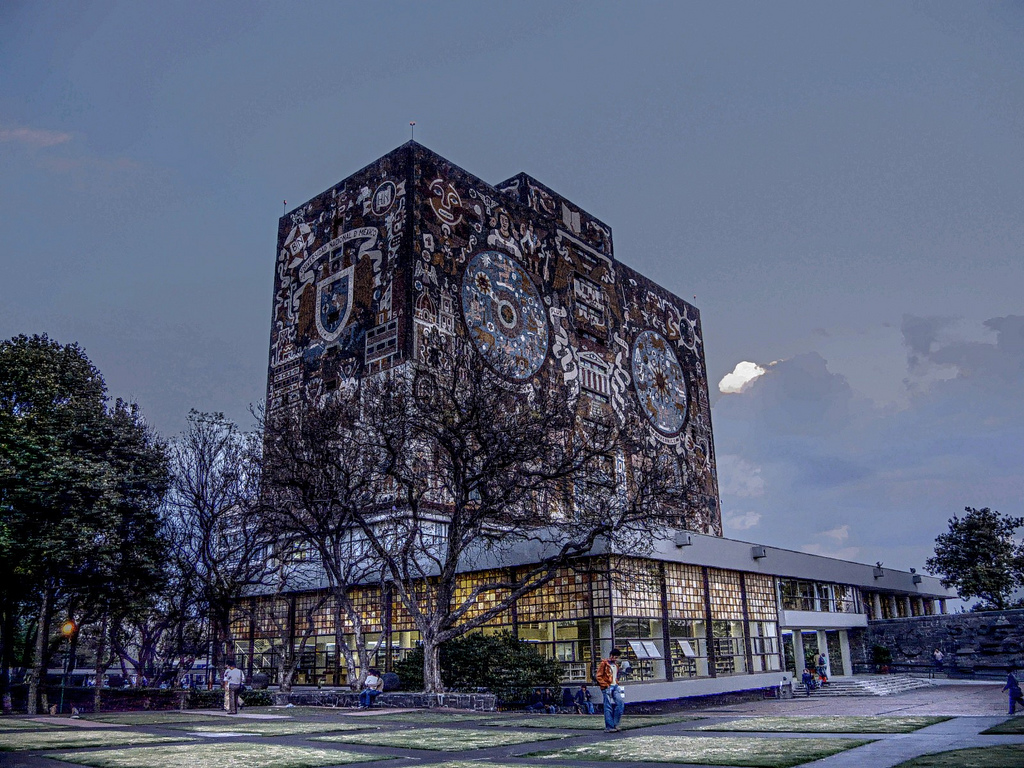
Az UNAM Központi Könyvtára

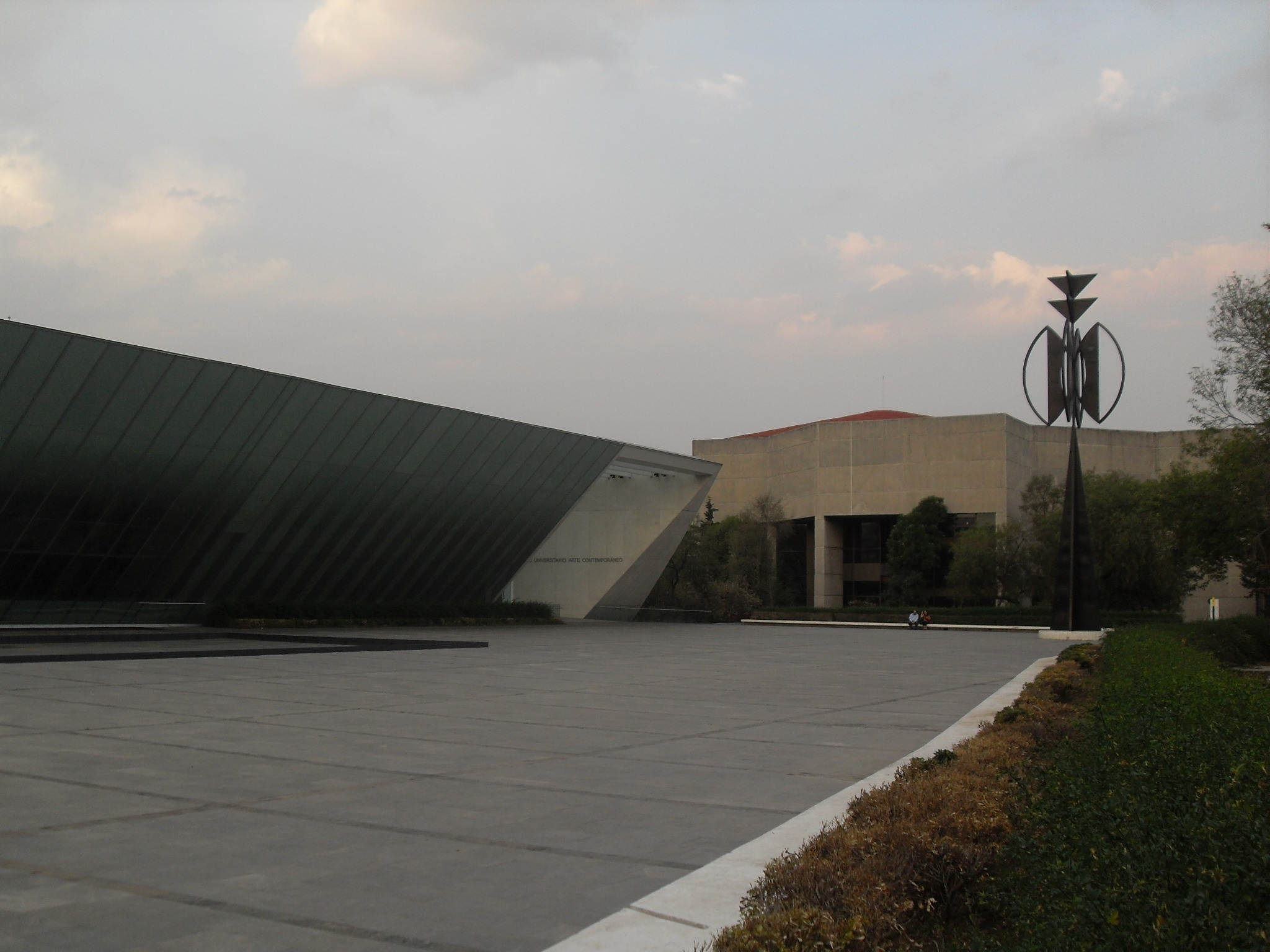
UNAM Egyetemi Kulturális Központ

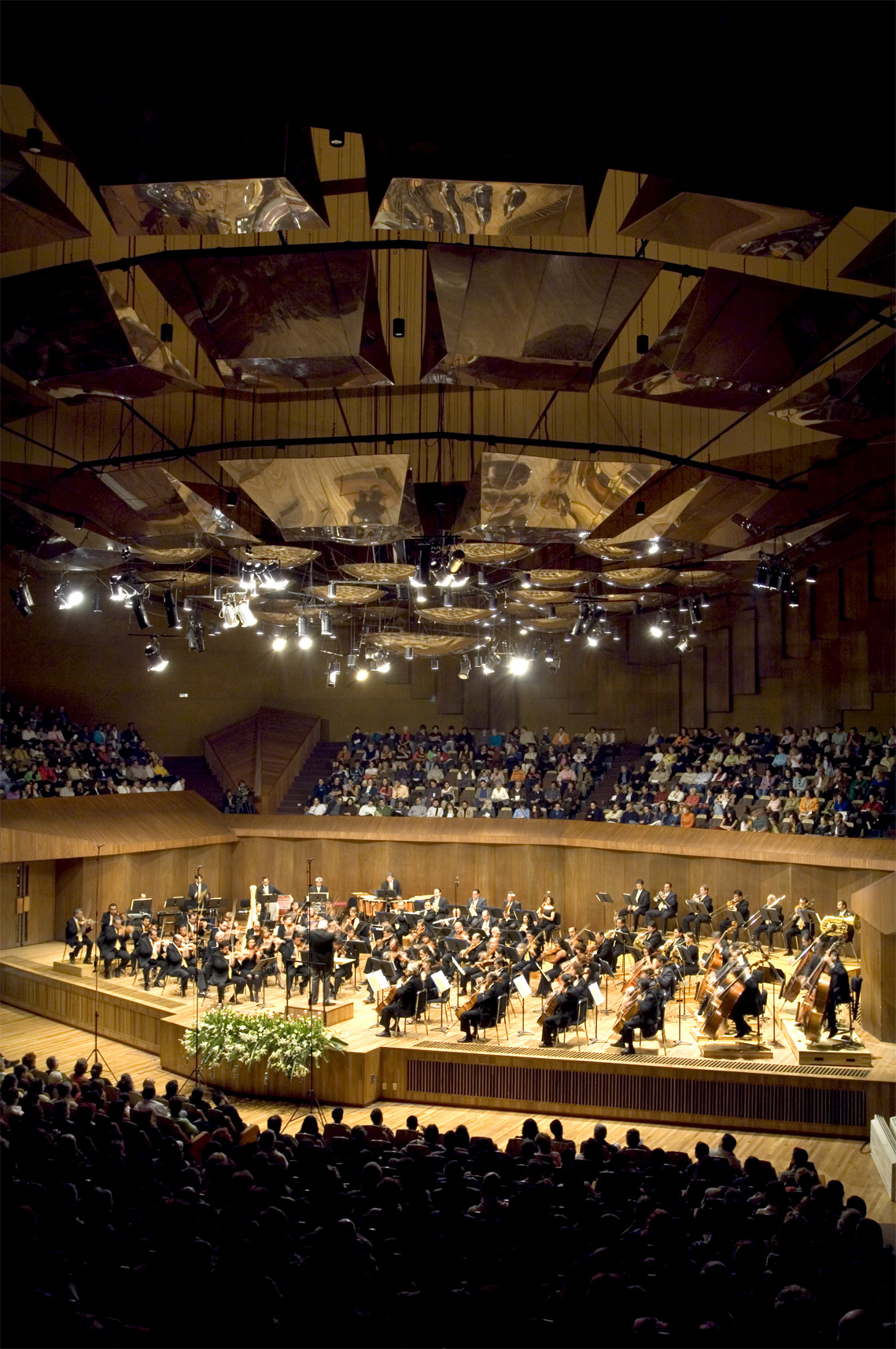
Az UNAM Filharmonikus Zenekara (OFUNAM)

- Antigua Escuela de Jurisprudencia (korábban Santa Catalina de Siena konvent)
- Antiguo Colegio de San Ildefonso
- Antiguo Templo de San Agustín
- Antiguo Templo de San Pedro y San Pablo
- Casa de las Humanidades
- Casa del Lago
- Casa de los Mascarones
- Casa Universitaria del Libro
- UNAM Egyetemi Kulturális Központ (Centro Cultural Universitario) az Ökológiai Rezervátum által körbevett Pedregal de San Ángel területén:
  - Nemzeti Könyvtár és Sajtógyűjtemény (Biblioteca y Hemeroteca Nacional)
  - Espacio Escultórico
  - Sor Juana Inés de la Cruz Színpad
  - Julio Torri Könyvkereskedés
  - Paseo de las Esculturas
  - Carlos Chávez Terem (kamarazene)
  - José Revueltas Terem (film)
  - Julio BrachoTerem (film)
  - Miguel Covarrubias Terem (tánc)
  - Nezahualcóyotl Terem (koncertek)
  - Juan Ruiz de Alarcón Színház
- Tlatelolco Egyetemi Kulturális Központ
- Memorial del 68
- A Real y Pontificia Universidad de México épülete
- Geológiai Múzeum
- Museo de la Luz (Fénymúzeum)
- Museo de la Mujer
- Museo de las Ciencias (Universum)
- Paleontológai Múzeum
- Zoológiai Múzeum
- El Eco Kísérleti Múzeum
- Egyetemi Kortárs Művészeti Múzeum (MUAC)
- Egyetemi Természettudományi és Művészeti Múzeum (MUCA)
- Museo Universitario del Chopo
- Museo Virtual de la Cosmogonía Antigua Mexicana[28]
- Palacio de la Autonomía (ex convento de Santa Teresa la Antigua, ex Palacio de Odontología)
- Palacio de Medicina
- Palacio de Minería
- Salón Cinematográfico Fósforo
- Santa Catarina Színház
- Említésre méltók még:
  - Ballet Folklórico de la UNAM (folklóregyüttes)
  - UNAM Filmtár
  - Orquesta Filarmónica de la UNAM (OFUNAM) (Az UNAM Filharmonikus Zenekara)
  - Orquesta Sinfónica de Minería
  - Orquesta Juvenil Universitaria Eduardo Mata
  - Orquesta Sinfónica de la Escuela Nacional de Música
  - Taller Coreográfico de la UNAM (koreográfiai műhely)

Az egyetem kihelyezett tagozatain is élénk kulturális élet zajlik.

### Kutatás-fejlesztési infrastruktúra

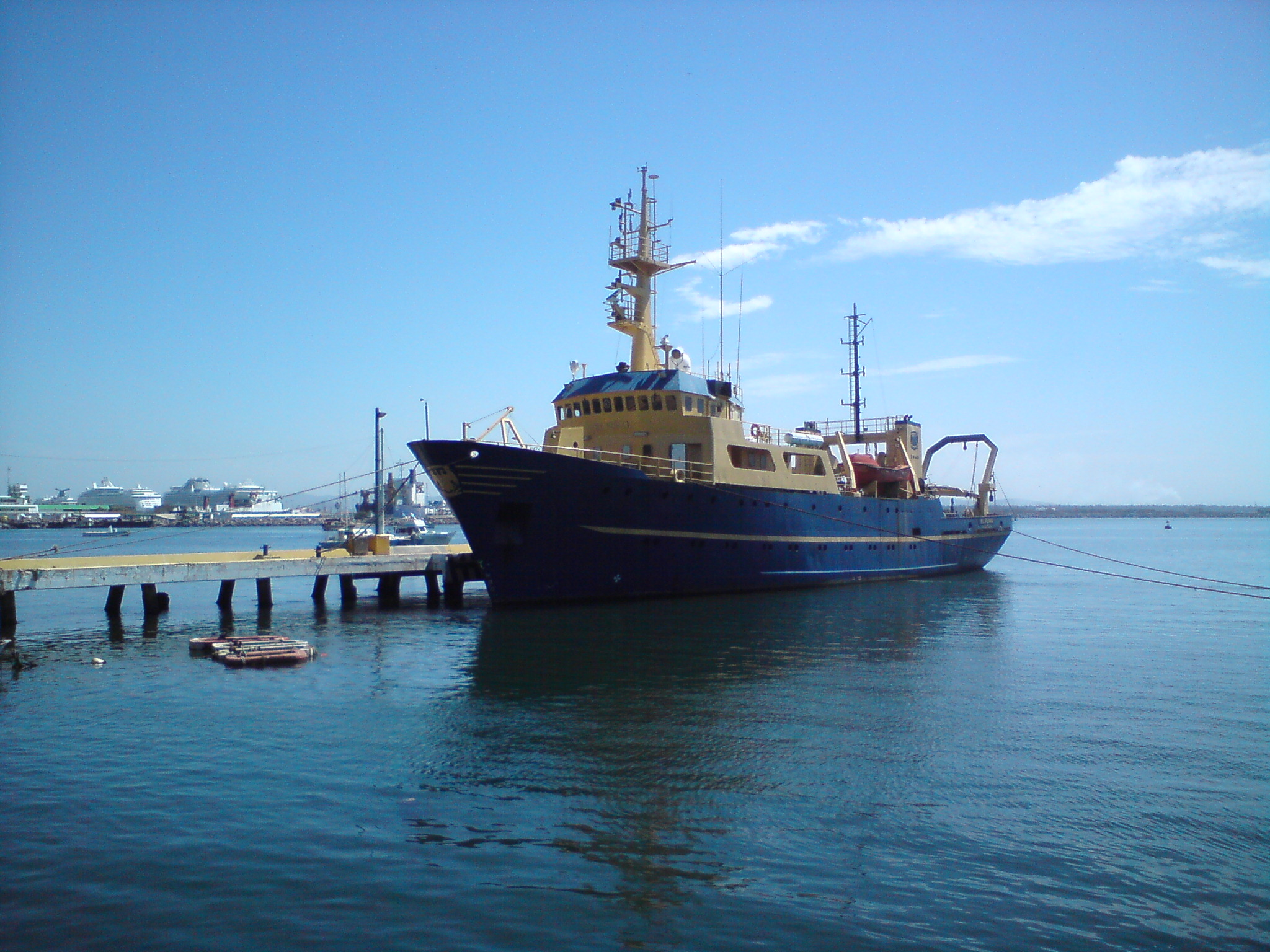
Az El Puma kutatóhajó

Mexikó összes állami és magánkézben lévő intézetét figyelembe véve az UNAM rendelkezik a legjobb kutatás-fejlesztési infrastruktúrával.

A fontosabb létesítmények felsorolása:
- 143 könyvtár,
- Mexikói Nemzeti Könyvtár;
- Nemzeti Katasztrófavédelmi Központ;
- Nemzeti Szeizmológiai Szolgálat;
- Popocatépetl Vulkánfigyelő Állomás;[29]
- Nemzeti Mareográfiai Hálózat;
- két oceanográfiai hajó, az egyik az El Puma, kutatási területe a Csendes-óceán és a Kaliforniai-öböl, a másik pedig a Justo Sierra, ami a Mexikói-öböl és a Karib-tenger vizeit kutatja;[30]
- Nemzeti Csillagászati Obszervatórium San Pedro Mártirban, Alsó-Kalifornia;
- Bolygóközi Szcintillációs Obszervatórium;
- Kanári-szigeteki Nagy Távcső;
- atomreaktorok;
- szubatomi részecskegyorsítók;
- orbitális pályára helyezett műholdak;
- nagyfelbontású elektronmikroszkópok;[31]
- PET-CT orvosi non-invazív képalkotó berendezések, pozitronemissziós komputertomogfráfok, amelyeket a város kórházaiban üzemeltetnek és mindenkinek rendelkezésére állnak;[32][33]
- három bioszféra-rezervátum (Pedregal de San Ángelben, Chamelában és Los Tuxtlasban). Egy továbbit most alakítanak ki Morelos szövetségi államban, Coantepecben;
- Egyetemi botanikus kert;
- Nemzeti Herbárium;
- adapív algoritmusú szuperszámítógépek;[34]
- Latin-Amerika egyik legnagyobb, 7,113 teraflop teljesítményű számítógépfürtje, a KanBalam;[35]
- Ixtli Obszervatórium,[36] ami az immerzív virtuális valóság területén folytat kutatásokat és kínál szolgáltatásokat;
- saját villanygenerátor telep, ami a jövőben kizárólag megújuló energiaforrásokat használ majd;
- részvétel a világ legnagyobb teleszkópjainak kivitelezésében;
- Teveunam egyetemi tévécsatorna, ami 21 millió potenciális néző számára sugároz tudományos, művészeti és kulturális témájú műsorokat;
- Radio UNAM, több hullámsávon (XEUN-AM 860 kHz, XEUN-FM 96,1 MHz, XEYU-OC 9600 kHz) és interneten is hallgatható rádióadó.

### Sport

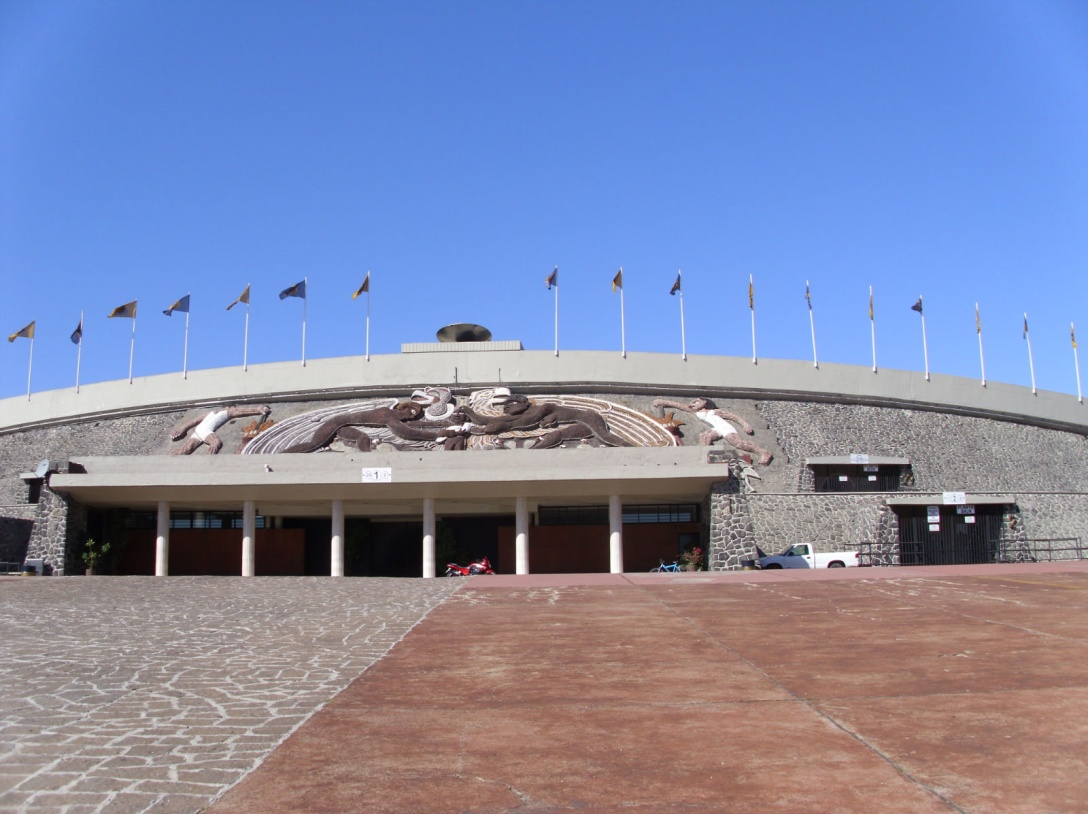
Az Egyetemi Olimpiai Stadion

Az UNAM-on számos sportág művelésére van lehetőség. A hallgatóknak színvonalas sportlétesítmények állnak rendelkezésre, nemzeti és nemzetközi versenyeken vesznek részt. Az alábbi felsorolás az egyetemen űzött sportágakat tartalmazza:
| - amerikai futball - asztalitenisz - atlétika - baseball - birkózás - bowling - búvárkodás - cheerleading - cselgáncs - divat- és sporttánc - evezés - fallabda - fitnesz - flag football | - fronton - gyeplabda - hegymászás - íjászat - kajak-kenu - kendó - kézilabda - kosárlabda - labdarúgás - lacrosse - limalama - műugrás és toronyugrás - ökölvívás - parasport | - röplabda - sakk - strandröplabda - súlyemelés - taekwondo - tenisz - teremfutball - testépítés - torna - triatlon - úszás - uszonyos úszás - vívás - vízilabda |

## Szervezeti felépítés
Az UNAM felső vezetését az alábbi egyetemi hatóságok látják el:
- a Kormányzó Bizottság;
- az Egyetemi Tanács;
- a rektor;
- az Egyetemi Kuratórium;
- az egyes karok, iskolák és kutatóintézetek igazgatói;
- a szakbizottságok.

### Kormányzó Bizottság
A Kormányzó Bizottság 15 főből áll, tagjait az Egyetemi Tanács választja (évente egy új tagot választanak a tisztséget legrégebben betöltő helyére, ha valaki lemond, akkor a Tanács többi tagja jelöl ki helyettest).

A Kormányzó Bizottság tagjai feladatuk ellátásáért tiszteletdíjban részesülnek.
A Kormányzó Bizottság feladatköre:
- a rektor kinevezése;
- a karok, iskolák és kutatóintézetek igazgatóinak kinevezése;
- az Egyetemi Kuratórium tagjainak kinevezése;
- az egyetemi hatóságok között fellépő nézeteltérések megoldása;
- határozathozatal abban az esetben, ha a rektor megvétózza az Egyetemi Tanács rendeleteit;
- saját házszabály kibocsájtása.[7][37][38]

### Egyetemi Tanács
Feladata az egyetemet érintő belső kérdések megoldása.
Tagjai:
- a rektor;
- a karok, iskolák és kutatóintézetek igazgatói;
- az egyes karok és iskolák professzorainak és hallgatóinak a képviselői (karonként és iskolánként egy-egy professzor és hallgató, továbbá egy-egy helyettes, akiket titkos szavazással választanak meg);
- egy professzor a kihelyezett központok képvelőjeként;
- az egyetem alkalmazott dolgozóinak egy képviselője;
- a Főtitkárság, mint további egy tag.

Az Egyetemi Tanács feladatköre:
- az egyetem összes műszaki, oktatási és adminisztratív feladatának a megszervezése és lebonyolítása, az ezekre vonatkozó szabályok és rendelkezések felügyelete;
- eljárás olyan ügyekben, amelyek nem tartoznak más egyetemi hatóság kompetenciájába;
- a költségvetés elfogadása.[7][8][39][40]

### Rektor
Az egyetem vezetője a rektor, akinek megbízatása négy évig tart és egyszer újraválasztható.
A rektor feladata és jogkörei:
- az egyetem jogi képviselete (a törvényszéki ügyek kivételével, amelyekben a főügyvéd feladata az egyetem képviselete);
- az Egyetemi Tanács összehívása és az ülések levezetése;
- felügyeli az Egyetemi Tanács és a Kormányzó Bizottság rendeleteinek pontos végrehajtását;
- megvétózhatja az Egyetemi Tanács nem szakmai jellegű döntéseit;
- három főt jelölhet a karok, iskolák és kutatóintézetek igazgató posztjára.

Az egyetem rektorai időrendi sorrendben:

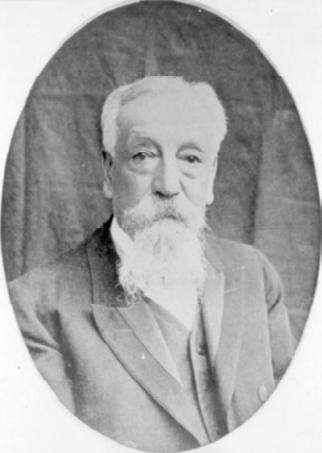
Joaquín Eguía Lis, az egyetem első rektora

| - Joaquín Eguía Lis (1910–1913) - Ezequiel Adeodato Chávez Lavista (1913–1914) (1923–1924) - Valentín Gama y Cruz (1914–1915) - José Natividad Macías (1915–1916) - Miguel E. Schultz (1916–1917) - José Natividad Macías (1917–1920) - Antonio Caso (1920) (1921–1923) - Balbino Dávalos Balkim (1920) - José Vasconcelos (1920–1921) - Mariano Silva y Aceves (1921) - Alfonso Pruneda García (1924–1928) - Antonio Castro Leal (1928–1929) - Ignacio García Téllez (1929) (1929–1932) - José López Lira (1929) - Roberto Medellín Ostos (1932–1933) - Manuel Gómez Morín (1933–1934) - Enrique O. Aragón (1934) - Fernando Ocaranza Carmona (1934–1935) - Luis Chico Goerne (1935–1938) - Gustavo Baz Prada (1938–1940) - Mario de la Cueva (1940–1942) - Rodulfo Brito Foucher (1942–1944) | - Samuel Ramírez Moreno (1944) - José Aguilar Álvarez (1944) - Manuel Gual Vidal (1944) - Ex–rektori Bizottság (1944) - Alfonso Caso (1944–1945) - Genaro Fernández McGregor (1945–1946) - Salvador Zubirán Anchondo (1946–1948) - Luis Garrido Díaz (1948–1953) - Nabor Carrillo Flores (1953–1961) - Ignacio Chávez Sánchez (1961–1966) - Javier Barros Sierra (1966–1970) - Pablo González Casanova (1970–1972) - Guillermo Soberón Acevedo (1973–1981) - Octavio Rivero Serrano (1981–1985) - Jorge Carpizo McGregor (1985–1989) - José Sarukhán Kermez (1989–1997) - Francisco Barnés de Castro (1997–1999) - Xavier Cortés Rocha (1999) - Juan Ramón de la Fuente (1999–2007) - José Narro Robles (2007–2015) - Enrique Graue Wiechers (2015-2019) |

### Egyetemi Kuratórium
Három kurátorból, továbbá tisztviselőkből és alkalmazottakból áll.
A kurátorok megbízatása hat évre szól, javadalmazás nem jár érte.
Az Egyetemi Kuratórium feladatköre:
- az egyetem vagyonának és eszközállományának kezelése;
- éves költségvetés készítése a bevételekről és a kiadásokról, a költségvetés módosítása, a főkönyvi kivonat bemutatása a rektornak;
- az alkalmazott tisztviselők kinevezése és javadalmazása;
- hiteltörlesztések kezelése.[7][38][42][43]

## Egyetemi képzés

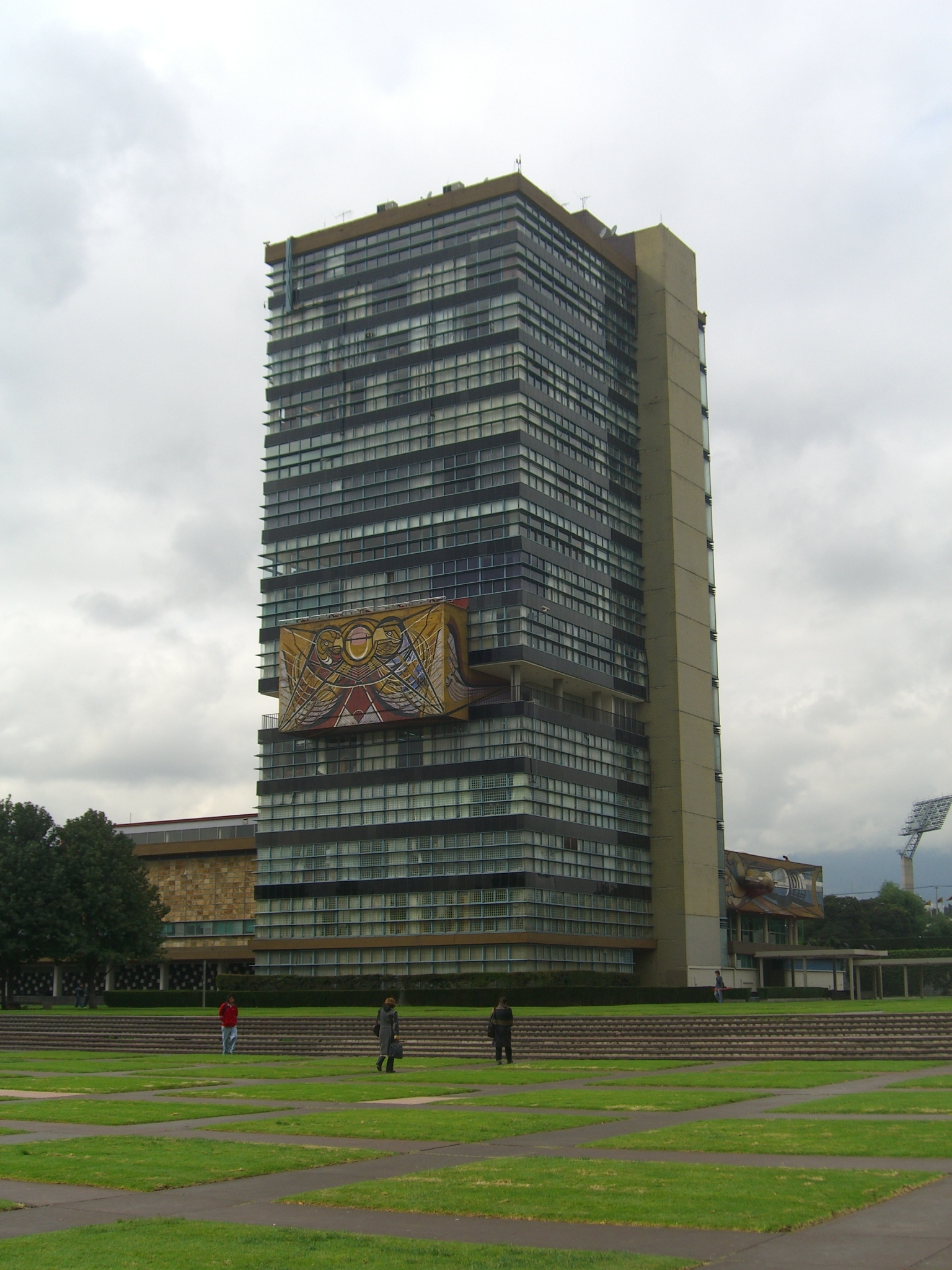
A Rektortorony

Mexikóban az UNAM nyújtja a legnagyobb számú képzést a felsőoktatás minden szintjén.

### Képzési szintek
Az UNAM-on két egyetemi iskolatípus ismeretes: egyetemi karok és a nemzeti iskolák. Posztgraduális képzés csak a karokon zajlik, az iskolák többsége ilyen. A nemzeti iskolák közül viszont nem mindegyiken van felsőfokú (mesterképző ill. doktori) képzés. Ilyen a Nemzeti Zeneiskola, a Nemzeti Művészeti Iskola, a Nemzeti Betegápoló- és Szülészképző Kar, továbbá a Szociális Munkásképző.

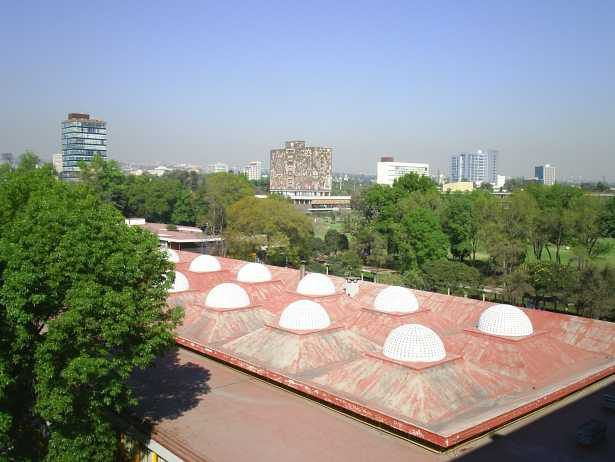
A Mérnöki Kar laboratóriumának a teteje, háttérben a Rektortoronnyal

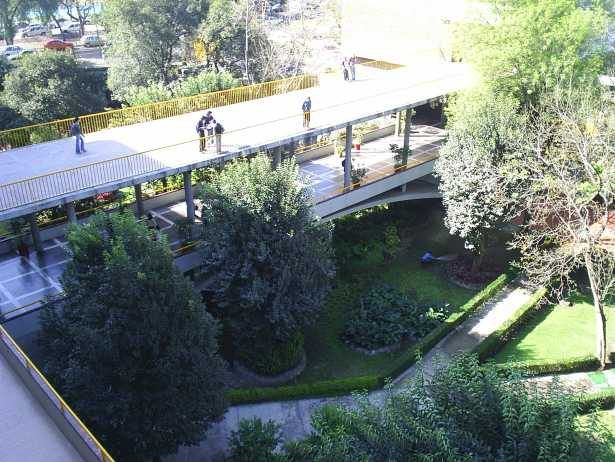
A Mérnöki Kar díszkertje

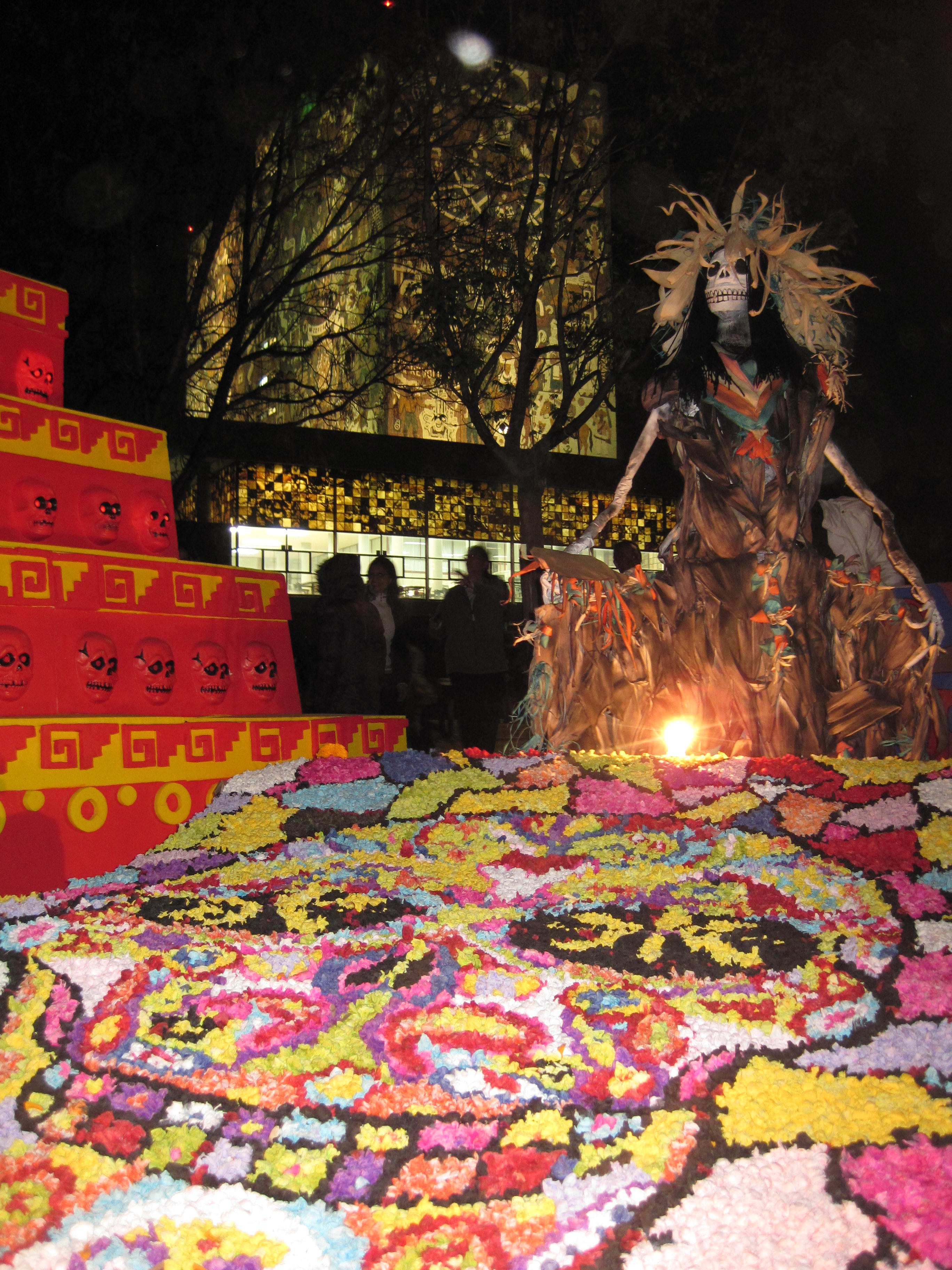
Nagyáldozat az UNAM-on halottak napján

#### Nemzeti Iskolák
- Nemzeti Plasztikai Művészetek Iskola (ENAP)[45]
- Nemzeti Betegápoló- és Szülészképző (ENEO)[46]
- Nemzeti Felsőfokú Szakiskola (ENES León)[47]
- Nemzeti Felsőfokú Szakiskola (ENES Morelia)[48]
- Nemzeti Zeneiskola (ENM)[49]
- Nemzeti Szociális Munkásképző (ENTS)[50]

##### Nemzeti Előkészítő Iskolák
Méxikóvárosban kilenc olyan tanintézet működik, ami alapfokú (BSc) képzést biztosít:
- Gabino Barreda Nemzeti Előkészítő Iskola
- Erasmo Castellanos Quinto Nemzeti Előkészítő Iskola
- Justo Sierra Nemzeti Előkészítő Iskola
- Vidal Castañeda y Nájera Nemzeti Előkészítő Iskola
- José Vasconcelos Nemzeti Előkészítő Iskola
- Antonio Caso Nemzeti Előkészítő Iskola
- Ezequiel A. Chávez Nemzeti Előkészítő Iskola
- Miguel E. Schulz Nemzeti Előkészítő Iskola
- Pedro de Alba Nemzeti Előkészítő Iskola

##### Műszaki és humán főiskolák
Méxikóvárosban és az agglomerációban (Zona Metropolitana) öt főiskola van az alábbi városrészekben:
- Azcapotzalco
- Naucalpan
- Oriente
- Sur
- Vallejo

##### Alapfokú távoktatás
Az UNAM-nak széles körű és jól felépített alapfokú távoktatási programja van, ami mindenkinek elérhető.
A 2007. március 7-én indult B@UNAM távoktatási rendszer a Mexikói határain túl élő hallgatóknak áll rendelkezésére, de sokan igénybe veszik az országon belül is.

#### Egyetemi karok
| - Acatlán Felsőoktatási Kar - Állatorvostudományi Kar - Aragón Felsőoktatási Kar - Cuautitlán Felsőoktatási Kar - Építészeti Kar - Filozófiai és Irodalmi Kar - Fogorvostudományi Kar - Iztacala Felsőoktatási Kar - Jogtudomány Kar | - Közgazdasági Kar - Mérnöki Kar - Műszaki Tudományok Kara - Orvostudományi Kar - Pszichológiai Kar - Számviteli, Számítástechnikai és Menedzsment\|Vállalatvezetési Kar - Társadalom- és Politikatudományi Kar - Vegyészeti Kar - Zaragoza Felsőoktatási Kar |

#### Film- és színházművészeti oktatási központok
- Egyetemi Cinematográfiai Oktatási Központ[74]
- Egyetemi Színházi Központ[75]

#### Szabadegyetem és levelező oktatás
Az szabadegyetem és a levelező tagozat (SUAyED) alternatív képzési módszert nyújt a hallgatóknak, akik erre kidolgozott autodidakta módszertan alapján tanulnak. A tutorokkal levélben tartják a kapcsolatot. A SUAyED elődjét, a szabadegyetemi rendszert 1972-ben Dr. Pablo González Casanova kezdeményezésére hívták létre. A szabadegyetem és a levelező oktatás mindenkinek elérhető.

### Nyelvtanfolyamok
Az UNAM-on különböző nyelvtanfolyamokat is tartanak:
| - angol - arab - eszperantó - francia - görög - héber - japán | - katalán - kínai - koreai - latin - navatl (náhuatl) - német - ógörög | - olasz - orosz - otomí (hñähñu) - portugál - román - spanyol nyelv külföldieknek - svéd |

### Rendezvények
A tantervi képzésen túl az egyetem számtalan tanfolyamot, szemináriumot, műhelyt, konferenciát, fesztivált, kongresszust, vásárt, fórumot, kiállítást, kerekasztalt, koncertet, előadóestet, színielőadást, kirándulást, sportversenyeket és egyéb tudományos találkozókat is rendez.

## Tudományos kutatás

### Műszaki és természettudományos kutatás

#### Kutatóintézetek
| - Alkalmazott Matematikai Tudományok és Rendszerek Kutatóintézete - Anyagtudományi Kutatóintézet - Asztronómiai Kutatóintézet - Biológiai Kutatóintézet - Biomedikai Kutatóintézet - Biotechnológiai Kutatóintézet - Fizikai Kutatóintézet - Fizikai Tudományok Kutatóintézete - Geofizikai Kutatóintézet - Geográfiai Kutatóintézet | - Geológiai Kutatóintézet - Kémiai Kutatóintézet - Matematikai Kutatóintézet - Megújuló Energiaforrások Kutatóintézete - Mérnöki Tudományok Kutatóintézete - Neurobiológiai Kutatóintézet - Nukleáris Tudományok Kutatóintézete - Oceanográfiai és Limnológiai Kutatóintézet - Ökológiai Kutatóintézet - Sejtfiziológiai Kutatóintézet |

#### Kutatóközpontok
| - Alkalmazott Fizikai Tudományok és Csúcstechnológiai Kutatóközpont - Energiakutatási Kutatóközpont - Földtudományi Kutatóközpont - Genomikai Kutatóközpont - Ipari Formatervezési Kutatóközpont - Környezetgeográfiai Kutatóközpont | - Légköri Tudományok Kutatóközpontja - Matematikai Tudományok Kutatóközpontja - Nanotudományi és Nanotechnológiai Kutatóközpont - Ökoszisztéma\|Ökoszisztémák Kutatóközpontja - Rádiócsillagászati és Asztrofizikai Kutatóközpont - Technológiafejlesztési és Alkalmazott tudomány\|Alkalmazott Tudományok Kutatóközpontja |

#### Programok
- Egyetemi Élelmezési Program
- Egyetemi Műszaki Anyagfelhasználási Program
- Egyetemi Energetikai Program
- Egyetemi Egészségkutatási Program
- Egyetemi Környezetvédelmi Program

#### Egyéb
- El Faro Luz de la Ciencia (A tudomány világítótornya) folyóirat
- Tudományos kutatások koordinálása
- Pedregal de San Ángel Ökológiai Rezervátum
- Egyetemi Technológiamenedzsment
- Akadémiai Csereprogramok Titkársága

### Társadalomtudományi és humán kutatás

#### Kutatóintézetek
- Antropológiai Kutatóintézet|[110]
- Bibliográfiai Kutatóintézet
- Bibliotekológiai[* 8] Kutatóintézet[111]
- Egyetemmel és Oktatással kapcsolatos kérdések Kutatóintézete
- Esztétikai Kutatóintézet
- Filológiai Kutatóintézet
- Filozófiai Kutatóintézet
- Jogtudományi Kutatóintézet
- Közgazdaságtani Kutatóintézet[112]
- Társadalomtudományi Kutatóintézet
- Történelemtudományi Kutatóintézet

#### Központok
- Észak-Amerikai Ügyek Kutatóközpontja
- Idegennyelvi Oktatási Központ (CELE)
- Külföldi Hallgatók Oktatási Központja (CEPE)
- Latin-amerikai és Karibi Ügyek Kutatóközpontja
- Multidiszciplináris Kutatások Regionális Központja
- Műszaki és Társadalomtudományi Interdiszciplináris Kutatóközpont

#### Programok
- Bioetikai Program
- Genderológiai Program
- Városismereti Program
- Mexikó Multikulturális Nemzet Program
- Emberi Jogok Program
- Fejlesztési Tanulmányok Program

## Híres hallgatók

### Nemzetközi kitüntetésben részesültek

#### Nobel-díjasok
Mexikó valamennyi Nobel-díjasa az UNAM-on tanult:
- Octavio Paz (Irodalmi Nobel-díj)
- Alfonso García Robles (Nobel-békedíj)
- Mario J. Molina (Kémiai Nobel-díj)

Továbbá:
- Ana María Cetto[113] két olyan szervezetben is tevékenykedett, amelyet Nobel-békedíjjal tüntettek ki: részt vett a Pugwash-konferenciákon[114] és tagja volt a Nemzetközi Atomenergia-ügynökségnek.

2007-ben az ENSZ Éghajlatváltozási Kormányközi Testülete kapott Nobel-békedíjat, a szervezetnek tíz tagja az UNAM akadémikusa:
- Carlos Gay García
- Graciela Binimelis de Raga
- Víctor Magaña Rueda
- Cecilia Conde Álvarez
- Francisco Estrada Porrúa
- Ana Rosa Moreno, Blanca Jiménez
- Claudia Sheinbaum
- Omar Masera Cerutti
- Carlos Anaya Merchant

#### Asztúria Hercege-díjasok

Asztúria Hercege-díj

Az UNAM 2009-ben Asztúria Hercege-díjat kapott.

Továbbá mindazon személyek, akik ebben a kitüntetésben részesültek, korábban az UNAM hallgatói voltak:
- José López Portillo
- Emilio Rosenblueth
- Pablo Rudomín Zevnovaty
- Marcos Moshinsky
- Francisco Bolívar Zapata
- Ricardo Miledi
- Juan Rulfo
- Carlos Fuentes
- Arturo Álvarez-Buylla

#### Cervantes-díjasok
A Cervantes-díj a spanyol nyelvterület legelismertebb irodalmi díja. Mexikó összes díjazottja az UNAM hallgatója volt:
- Octavio Paz
- Carlos Fuentes
- Sergio Pitol
- José Emilio Pacheco

### Államfők
- Miguel Alemán Valdés (Mexikó elnöke 1946–1952)
- Miguel de la Madrid Hurtado (Mexikó elnöke 1982–1988)
- Luis Echeverría Álvarez (Mexikó elnöke 1970–1976)
- José López Portillo y Pacheco (Mexikó elnöke 1976–1982)
- Abel Pacheco de la Espriella (Costa Rica elnöke 2002–2006)
- Alfonso Portillo (Guatemala elnöke 2000–2004)
- Carlos Salinas de Gortari (Mexikó elnöke 1988–1994)

### Politikusok
- Antonio Carrillo Flores (korábban több alkalommal miniszter, 1929, 1950[116]);
- Alfonso Caso y Andrade (archeológus);
- Alan Cranston (Kalifornia szenátora);
- Carlos Mendoza Davis (Déli-Alsó-Kaliforniai politikus);
- Álvaro García Linera (Bolívia alelnöke);
- Andrés Manuel López Obrador (A Szövetségi Körzet (Distrito Federal) kormányzója 2000-től 2005-ig 2006-ban és 2012-ben elnökjelölt[117]);
- Abel Pacheco (Costa Rica elnöke);
- Alfonso Portillo (Guatemala elnöke);
- Manlio Fabio Beltrones Rivera (képviselő, Sonora szenátora és kormányzója);
- Veton Surroi (Koszovói publicista, az ORA Reformista Párt vezetője);
- Fernando Baeza Melendez (Chihuahua szenátora és kormányzója);
- Luis Félix López (Ecuador kormánytitkára);
- Miguel Ángel Mancera (A Szövetségi Körzet jelenlegi kormányfője).

### Diplomaták
- Narciso Bassols (korábban Oroszországba, Franciaországba majd az Egyesült Királyságba akkreditált nagykövet);
- Antonio Carrillo Flores (Mexikó külügyminisztere Gustavo Díaz Ordaz elnöksége alatt);
- Antonio Gómez Robledo (Mexikó külügyminisztere José López Portillo elnöksége alatt);
- Rosario Green (Mexikó külügyminisztere Ernesto Zedillo elnöksége alatt);
- Jorge Alvarez Fuentes (jelenleg nagykövet Libanonban, Katarban és az Egyesült Arab Emírségekben, 1999-től 2004-ig Új-Zélandon küldött).

### Művészek, írók, közéleti személyiségek
- Carmen Aristegui, újságíró;
- William F. Buckley (író és politikus filozófus, 1943-ban részt vett a második világháborúban, majd az Egyesült Államokba vezényelték);
- Alfonso Caso (régész);
- Salvador Elizondo (író, az El Colegio Nacional tagja);
- Bolívar Echeverría (ecuadori író és filozófus);
- Julio Estrada (szerkesztő, író, az UNAM tudósa);
- Carlos Fuentes (író, esszéista, az El Colegio Nacional tagja);
- Juan García Esquivel (zenész);
- Teodoro González de León (építész, az Egyetemváros eredeti terveinek felelőse);
- Enrique Krauze (történész, esszéista és kiadó; Letras Libres igazgatója);
- Francisco Laguna Correa (író);
- Agustín Landa Verdugo (építész és várostervező);
- Ricardo Legorreta (kitüntetett építész);
- Audre Lorde (író, költő és aktivista);
- Horst Matthai Quelle (filozófus);
- Carlos Monsiváis (szerkesztő és író);
- José Emilio Pacheco (író, az El Colegio Nacional tagja);
- Eduardo Pareyón Moreno (régész);
- Fernando del Paso (író);
- Elena Poniatowska (újságíró és író);
- Alfonso Reyes (író, filozófus és diplomata);
- Alejandro Rossi (filozófus és író);
- Jaime Sabines (költő);
- Adolfo Sánchez Vázquez (filozófus és író);
- Enrique Semo (történész, író, aktivista, Mexikóváros kulturális titkára);
- Jaime Torres Bodet (író és politikus);
- Ayako Tsuru (muralista);
- Jorge Volpi (novellista és esszéista, jelenleg az Canal 22 tévécsatorna igazgatója);
- Maruxa Vilalta (drámaíró);
- Jacobo Zabludovsky (jogász, újságíró, Mexikó első számú hírolvasó bemondója);
- Chespirito (forgatókönyvíró, az El chavo del ocho és az El chapulín colorado vígjáték szerzője).

## A letölthető kultúra
Az UNAM 2008-ban létrehozott egy mindenki számára hozzáférhető internetes szolgáltatást, ahonnan podcast vagy streaming révén lehet letölteni különböző anyagokat: MP3 hangfelvételeket egyetemi előadásokról, novellákat, regényeket, verseket, színházi előadásokat vagy zenét. Mivel egyre nagyobb a szerver kapacitása, az oldal hetente frissül.
2012-vel bezárólag az első négy évben több mint 400 anyagot rögzítettek, ezek között vannak vágatlan egyetemi előadások is, például Carlos Montemayortól és Carlos Monsiváistól. 2012 óta a felvételek iTunes U felületen is elérhetővé váltak.

## Coursera
A Mexikói Autonóm Nemzeti Egyetem több kurzussal is jelen van a Coursera egész világra kiterjedő nyílt online oktatási platformján.

## Rangsorolás
A 2009-es QS egyetemi rangsor szerint a Mexikói Autonóm Nemzeti Egyetem a világ 190. és Ibéro-Amerika második legjobb egyeteme. Az ennél frissebb, 2013-as QS listán a világrangsorban a 163., Latin-Amerikában pedig a hatodik helyen áll.
A Shanghai Jiao Tong Egyetem rangsorolása szerint 2013-ban az UNAM a 151-200. között lévő sávban volt.